# Gospodarstvo Kuvajta
Kuvajt ima malo relativno otvoreno gospodarstvo. Zemlja posjeduje gotovo 10% svjetskih rezervi nafte, koja čini gotovo polovicu BDP-a i 95% prihoda od izvoza i državnih prihoda.
Prihodi Kuvajta se znatno oslanjaju na naftu i povećani su od 85% u ukupnim prihodima 2001. godine na 95% u 2013. godini te diversifikacija gospodarstva ostaje dugoročni problem. Prije Zaljevskog rata, Kuvajt je uspješno vršio diversifikaciju svojeg gospodarstva. Razvoj ne-naftnih sektora značajno je pao nakon iračke invazije 1990-ih, nakon što su stotine tvrtki i stranih institucija preselile u Dubai i Bahrein. Tijekom posljednjih 20 godina, ovisnost o prihodima nafte je porasla. Između 2006. i 2012., politička previranja spriječila su pokušaj ostvarivanja gospodarske raznolikosti.
Poljoprivreda čini 1% od kuvajtskog gospodarstva i 8% bruto domaćeg proizvoda. Poljoprivredni sektor osigurava voće i povrće za prodaju u trgovinama. Poljoprivreda je ograničena zbog nedostatka vode i obradive površine. Većina od tla koja je pogodna za uzgoj u južnom središnjem Kuvajtu je uništena kada su irački vojnici zapalili naftne bušotine u tom području i stvorili ogromna "uljna jezera". 

## Statistički podaci
- ulaganja (bruto fiksna): 6,6% BDP-a (2005. proc.)

- poljoprivreda i proizvodi: praktički nema usjeva; ribe
- stopa rasta industrijske proizvodnje: -5% (2002.  proc.)

- struja:
  - proizvodnja: 38.19 milijardi kWh (2003.)
  - potrošnja: 35.52 milijardi kWh (2003.)
    - izvoz: 0 kWh (2002.)
    - uvoz: 0 kWh (2002.)

- struja - proizvodnja po izvoru:
  - fosilna goriva: 100%
  - hidroenergija: 0%
  - nuklearna: 0%

- - drugo: 0% (2001)

- nafta:
- proizvodnja: 2.418.000 bbl/dan (384.400 m3/ dan) (2005. proc.)
- potrošnja: 400.000 bbl/dan (64.000 m3/ dan) (procjena iz 2006.)
  - izvoz: 2,57 milijuna barela dnevno (409 × 103 m3/ dan) (2008.)
  - uvoz: -

dokazanih rezervi: 105.0 milijardi barela (16.69 × 109 m3) (2005. proc.), uključujući podijeljenu zonu. 
- prirodni plin:
  - proizvodnja: 8,3 milijarde m3 (2003. proc.)
  - potrošnja: 8,3 milijarde m3 (2003. proc.)
    - izvoz: 0 m3 (2002. proc.)
    - uvoz: 0 m3 (2002. proc.)

dokazanih rezervi: 1572 milijarde m3 (2005.)
bilanca plaćanja: 31,51 milijarde dolara (2005. proc.)
izvozna roba: - nafta i naftni proizvodi, mineralna gnojiva
uvozna roba: - hrana, građevinski materijal, vozila i dijelovi, odjeća
rezerve deviza i zlata: (2005. proc.) 9,296 milijarde dolara
tečajevi: kuvajtskog dinara po američkom dolaru
- 0,3014 (2004.)

- 0.298 (2003.)

- 0,3039 (2002.)

- 0,3067 (2001.)

- 0,3068 (2000.)